# Tappersheul
Tappersheul is een buurtschap behorende tot de gemeente Oudewater in de provincie Utrecht. Het ligt net ten noorden van Oudewater op de weg naar Papekop.

Tappersheul is ook de naam van het industrieterrein in Oudewater.